# Myscelia octomaculata
Myscelia octomaculata är en fjärilsart som beskrevs av Butler 1873. Myscelia octomaculata ingår i släktet Myscelia och familjen praktfjärilar. Inga underarter finns listade i Catalogue of Life.